# Brigitte Lahaie
Pour les articles homonymes, voir Lahaie.
Brigitte Lahaie, née le 12 octobre 1955 à Tourcoing, (Nord), est une actrice et animatrice de radio française.
Elle fut l'une des premières stars du cinéma pornographique français à l'époque de son « âge d’or » et de la libération sexuelle des années 1970 à 1980, période durant laquelle des salles confidentielles passaient des films X tournés en 35 mm. Brigitte Lahaie fut l'une des égéries de cette période.
Après avoir arrêté le X en 1980, elle fait des apparitions dans le cinéma dit « classique », notamment dans des films du cinéma bis, et elle intervient dans des émissions de télévision sur des sujets concernant la sexualité ou l'érotisme. En 2001, elle devient animatrice de radio, répondant aux auditeurs sur des questions de sexualité.
Elle est l'une des rares actrices X françaises à avoir réussi une reconversion professionnelle dans les médias grand public.

## Biographie

### Enfance et débuts
Fille d'un employé de banque et d'une représentante de commerce, Brigitte Vanmeerhaeghe, dite Brigitte Lahaie, ne vit que durant sa première année dans le Nord, passant sa jeunesse en Alsace, puis à Lyon (où sa famille emménage en 1967) au gré des mutations professionnelles de son père. Elle revient régulièrement séjourner dans la région lilloise où elle a encore des attaches familiales. Elle exerce le métier de vendeuse de chaussures avant de déménager à Paris à l’âge de dix-huit ans et de commencer à poser nue pour des magazines.

### Actrice X
Brigitte Lahaie commence sa carrière d'actrice pornographique à l'âge de vingt ans en 1976 et exerce ce métier jusqu'en 1980,  tournant dans une centaine de films (certains étant seulement érotiques).
Durant cette courte période, elle a travaillé avec les principaux réalisateurs du cinéma X de l'époque : Claude Mulot (Jouissances, 1976), Gérard Kikoïne (Parties fines, 1977), Burd Tranbaree (La Rabatteuse, 1978), José Bénazéraf (Bordel SS, 1978) et Francis Leroi (Je suis à prendre, 1978). Ces films ont été en majorité édités chez Alpha France et René Château Vidéo et réédités, pour certains, en DVD dans la collection « Les grands succès du cinéma X français » chez Blue One.
Elle exerçait sa profession à une époque où les scénarios étaient parfois drôles et inventifs, les scènes X elles-mêmes étant assez peu « anatomiques » et laissant place à une certaine mise en situation érotique. Ainsi, dans son dernier film, Les Petites Écolières de Claude Mulot (alias Frédéric Lansac) en 1980, elle joue le rôle d’une tenancière de maison close amenée à se reconvertir dans la direction d’un pensionnat pour jeunes filles. Bien entendu, l’éducation dispensée dans cet établissement porte sur des matières plus proches de la leçon de choses que du programme officiel de l’Éducation nationale.
Elle tourne sa dernière scène en 2020, à l'âge de 64 ans, sous la direction de Olympe de G pour le film Une dernière fois relatant l'histoire d'une femme qui va bientôt mourir et qui décide de planifier son dernier acte charnel.

### Reconversion
Avant même l'abandon de sa carrière dans le X, Brigitte Lahaie a tenu des rôles dans des films non pornographiques, notamment des films fantastiques réalisés par Jean Rollin. C'est à l'occasion du tournage de Vibrations sexuelles, un film X, que le réalisateur remarque sa différence, son charisme. Il lui confie donc un rôle dans Les Raisins de la mort, tourné fin 1977. Reine du porno hardcore, elle est, dans ce film, opposée à Marie-Georges Pascal qui fut une vedette du cinéma érotique « soft » au début de la décennie. Rollin lui donne ensuite l'opportunité d'être la protagoniste de Fascination aux côtés de Franca Maï et de La Nuit des traquées avec également Catherine Greiner (Cathy Stewart).
Amorçant une reconversion professionnelle dans le cinéma dit « classique » à l'orée des années 1980, elle apparaît dans de petits rôles, souvent créditée du nom de Brigitte Simonin : une strip-teaseuse dans I… comme Icare d'Henri Verneuil en 1979, « une fille sans culotte » dans Diva de Jean-Jacques Beineix en 1980, une infirmière aux côtés d'Alain Delon dans Pour la peau d'un flic en 1981, une femme sexy en vidéo dans Te marre pas... c'est pour rire ! en 1982, et même une mère de famille dans N'oublie pas ton père au vestiaire avec Jean Lefebvre en 1982. Elle participe même à une pièce de l'émission grand public Au théâtre ce soir.
Dans le même temps, elle continue à apparaître dans quelques films érotiques, dont Joy & Joan de Jacques Saurel en 1985 et Le Diable rose de Pierre B. Reinhard (avec Roger Carel et Pierre Doris) en 1987, et dans quelques films de genre : L'Exécutrice de Michel Caputo en 1986 dans lequel elle tient le rôle-titre d'une femme-flic. Elle joue ensuite dans deux films de Max Pécas (Brigade des mœurs en 1985, On se calme et on boit frais à Saint-Tropez en 1987). L'année suivante, elle tourne sous la direction de Jess Franco dans Les Prédateurs de la nuit puis Dark Mission : Les Fleurs du mal (au côté de Christopher Lee). En 1990, elle tient de nouveau un petit rôle de prostituée dans Henry et June de Philip Kaufman, l'un des premiers films d'Uma Thurman. Puis, on la revoit dans Illusions fatales en 1993 de Patrick Malakian avec Élise Tielrooy, Les Deux Orphelines vampires de Jean Rollin en 1997 et La dame pipi en 2000 de Jacques Richard tiré d'une nouvelle de Roland Topor. Elle retrouve ensuite Jean Rollin avec le film La Fiancée de Dracula en 2002. Elle apparait également, en 2005, au cinéma, dans le film Calvaire de Fabrice Du Welz.
Si l'actrice est une des rares vedettes du porno qui soit parvenue à sortir du « ghetto du X », elle est restée pour l'essentiel confinée dans le cinéma bis et n'a fait que de petites apparitions dans des films « grand public ». Elle s'impose en tous cas comme une actrice-fétiche de Jean Rollin avec qui elle a travaillé à sept reprises.
Faisant feu de tout bois au terme de sa carrière d'actrice X, elle se fait remarquer par sa participation à l'émission radio, Les Grosses Têtes, diffusée sur RTL en France.
Elle s'est également essayée à l'écriture avec une autobiographie intitulée Moi, la scandaleuse, ce qui lui permet d'être invitée à l'émission Apostrophes de Bernard Pivot le 27 mars 1987, et deux romans érotiques publiés chez J'ai lu : La femme modèle (1991), qui raconte l'histoire d'une femme mariée entreprenant de poser nue, et Le sens de la vie (1994). On lui doit aussi quelques essais sur la sexualité : Les chemins du mieux aimer (J'ai Lu, 1999), D'amour et de sexe (Marabout, 2004), etc. En 2007 parait Parlez-nous d'amour, en collaboration avec le Père Patrice Gourrier, proposant deux regards sur le couple, le désir et la sexualité.
Elle tente par ailleurs de percer dans la chanson en 1987, avec le titre Caresse tendresse, qui passe cependant inaperçu.

### Nouvelle carrière d'animatrice

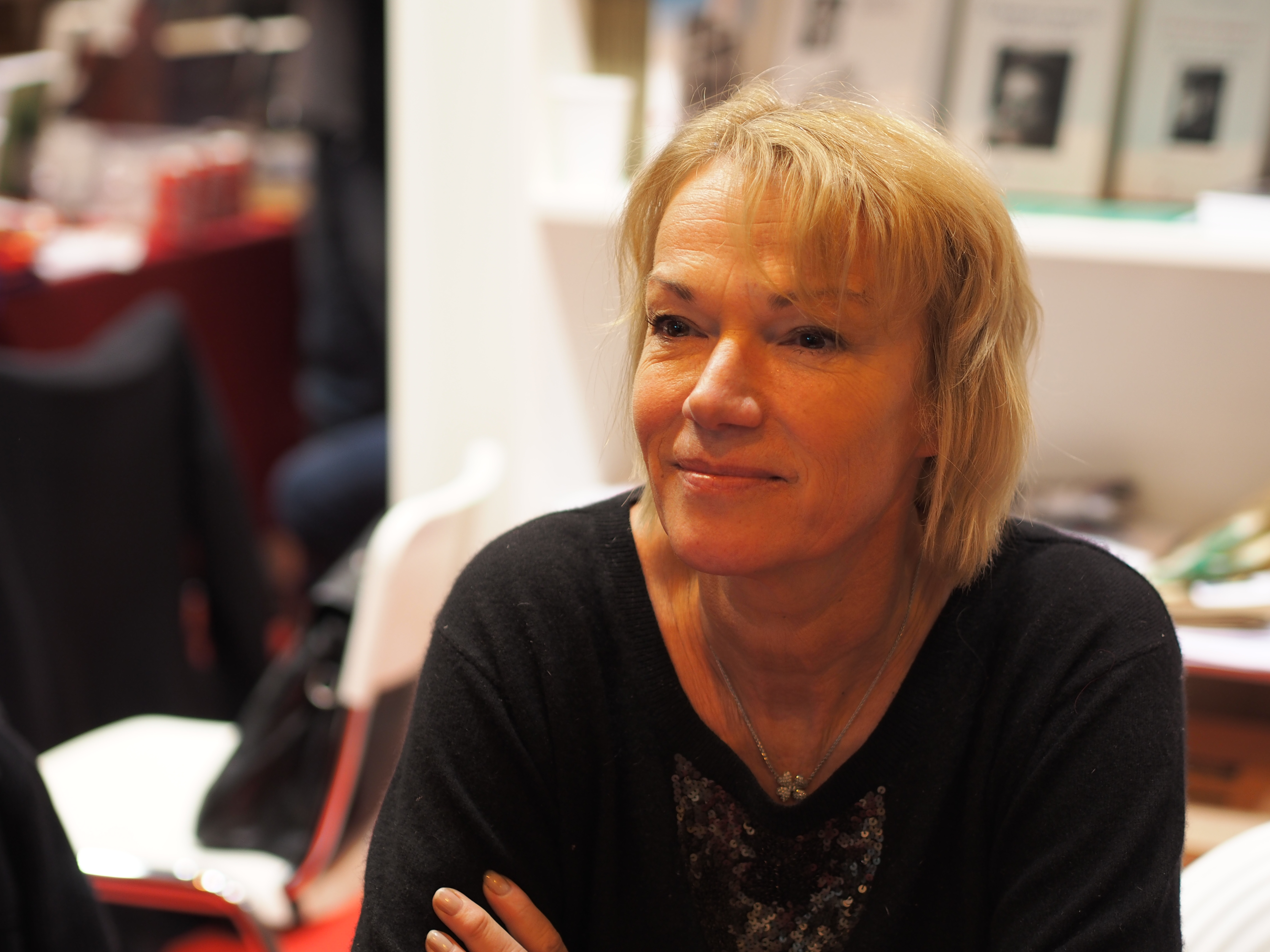
Brigitte Lahaie en mars 2014, au Salon du livre de Paris.

À la fin des années 1990, Brigitte Lahaie anime quelques émissions sur des chaînes du câble français. Ces émissions sont le plus souvent centrées sur la sexualité. On la voit notamment sur la chaîne XXL spécialisée dans la pornographie.
C'est à la radio qu'elle retrouve un statut de vedette en tant que présentatrice sur l'antenne de RMC. De 2001 à 2016, la star y anime Lahaie, l'Amour et Vous, une quotidienne, de 14 heures à 16 heures, qui traite des relations amoureuses et sexuelles, rediffusée à minuit,. Durant l'été 2012, elle commente les épreuves d'équitation des JO de Londres pour RMC.
En 2016, après avoir été évincée de RMC, elle continue la radio en allant sur Sud Radio. Elle y anime une quotidienne, de 14 heures à 16 heures.

### Prises de position
En janvier 2018, en plein débat sur les violences sexuelles à la suite de l'affaire Weinstein, elle fait partie d'un groupe d'une centaine de femmes signant une tribune dans Le Monde pour critiquer les dérives du mouvement #MeToo et de son équivalent français #BalanceTonPorc. Dans ce contexte, durant un débat sur BFM TV, elle déclare, lors d'un échange avec Caroline De Haas : « On peut jouir lors d'un viol ». Plusieurs femmes ayant cosigné la tribune font alors savoir qu'elles se désolidarisent de ses propos. Après le tollé suscité par sa déclaration, Brigitte Lahaie déclare le 12 janvier, sur TV5 Monde, que ses propos ont été mal compris et sortis de leur contexte. Elle explique avoir voulu non pas minimiser le viol, mais rappeler que « parfois, le corps et l'esprit ne coïncident pas » ce qui d'ailleurs peut rendre « la reconstruction encore plus compliquée ». Elle déplore à cette occasion avoir fait l'objet d'un lynchage dans les médias et sur les réseaux sociaux, et commente : « Je suis une femme qui a souffert dans sa chair et qui depuis trente ans aide les femmes à se libérer. C'est tout. Et quand on est incomprise à ce point, c'est vrai que ça fait mal,. »

### Vie personnelle
Brigitte Lahaie a été la compagne de l'éditeur René Chateau dans les années 1980.

## Engagement
Brigitte Lahaie est membre du comité d'honneur de l'Association pour le droit de mourir dans la dignité (ADMD).

## Filmographie

### Films «classiques»
- 1978 : Les Raisins de la mort de Jean Rollin : la femme blonde
- 1978 : Nathalie dans l'enfer nazi d'Alain Payet : Elisabeth
- 1979 : Fascination de Jean Rollin : Eva
- 1979 : I... comme Icare d'Henri Verneuil : Ursula Hoffman
- 1979 : New generation de Jean-Pierre Lowt-Legoff
- 1979 : Le Chouchou de l'asile ou Comment se faire virer de l'hosto de Georges Cachoux : l'infirmière en chef
- 1980 : Le Coup du parapluie de Gérard Oury (non créditée)
- 1980 : Diva de Jean-Jacques Beineix
- 1980 : La Nuit des traquées de Jean Rollin : Elysabeth
- 1981 : Les Paumées du petit matin de Jean Rollin
- 1981 : Si ma gueule vous plaît de Michel Caputo : la strip-teaseuse
- 1981 : Les Bidasses aux grandes manœuvres de Raphaël Delpard
- 1981 : Te marre pas... c'est pour rire ! de Jacques Besnard : Sandra
- 1981 : Pour la peau d'un flic d'Alain Delon : l'infirmière
- 1982 : Nestor Burma, détective de choc de Jean-Luc Miesch : une fille à la fête
- 1982 : N'oublie pas ton père au vestiaire de Richard Balducci : la mère du garnement
- 1985 : Brigade des mœurs de Max Pécas
- 1986 : Suivez mon regard de Jean Curtelin : la femme délaissée
- 1986 : Le Couteau sous la gorge de Claude Mulot : Valérie Landis
- 1986 : L'Exécutrice de Michel Caputo : Martine
- 1987 : On se calme et on boit frais à Saint-Tropez de Max Pécas : Alexandra
- 1987 : Thérèse II, la mission (court métrage) de Guillaume Perrotte : Thérèse
- 1988 : Dark Mission : Les Fleurs du mal de Jesús Franco : Mauira
- 1988 : Les Prédateurs de la nuit de Jesús Franco : Nathalie
- 1989 : Les Volets bleus de Haydée Caillot
- 1990 : Henry et June de Philip Kaufman : la prostituée
- 1993 : Illusions fatales (court métrage) de Patrick Malakian
- 1995 : Electric Blue : Fanny
- 1997 : Les Deux Orphelines vampires de Jean Rollin : la femme au fouet
- 1999 : Les Fourches caudines (court métrage) de Michael Donio
- 2000 : La Dame pipi de Jacques Richard
- 2002 : La Fiancée de Dracula de Jean Rollin : la Louve
- 2005 : Calvaire de Fabrice Du Welz : Mademoiselle Vicky
- 2007 : La Nuit des horloges de Jean Rollin (images extraites de Fascination)
- 2009 : Quelque chose à te dire de Cécile Telerman : elle-même (voix)
- 2013 :  Le Bonheur de Fabrice Grange : médecin d'Alice

### Films pornographiques et érotiques

#### Année 1977
- 1977 : Je suis une belle salope de Gérard Vernier (Gérard Thum)
- 1977 : Jouir jusqu'au délire de Gérard Vernier
- 1977 : La Face cachée d’Hitler de Richard Balducci
- 1977 : Vibrations sexuelles de Jean Rollin (Michel Gentil)
- 1977 : Suprêmes jouissances ou Belles d'un soir de Claude Mulot (Frédéric Lansac)
- 1977 : Couples en chaleur de Jean Luret (Sam Corey)
- 1977 : Chaleurs intimes ou Bourgeoise et pute ou A cœur ouvert de Claude Pierson (Andrée Marchand) (non créditée)
- 1977 : Les Plaisirs fous de Jean Desvilles (Georges Fleury)
- 1977 : Sarabande porno de Claude Bernard-Aubert (Burd Trandbaree)
- 1977 : Parties fines ou Indécences 1930 de Gérard Kikoïne
- 1977 : Entrecuisses/Possessions de Pierre B. Reinhard
- 1977 : Cathy, fille soumise de Robert Renzulli (Bob W. Sanders)
- 1977 : Arrête, tu me déchires d'Henri Sala (Ken Warren)

#### Année 1978
- 1978 : C'est la fête à mon cul d'Henri Sala (Ken Warren)
- 1978 : La Clinique des fantasmes de Gérard Kikoïne
- 1978 : Fièvres noctures de Burd Tranbaree : La femme blonde
- 1978 : Veuves en chaleur de Burd Tranbaree
- 1978 : Étreintes de René Mazin (Maxi Micky)
- 1978 : Viol, la grande peur de Pierre Chevalier
- 1978 : Porno roulette
- 1978 : Rentre c'est bon de Maxime Debest (Maxi Micky) : la cousine
- 1978 : Bordel SS de José Bénazéraf
- 1978 : Coulées d’amour de Maxime Debest
- 1978 : Caresses infernales de Jean Lefait
- 1978 : Le Bijou d'amour de Patrice Rhomm
- 1978 : Soumission (ou La maison des phantasmes ou Clarisse -version soft) de Claude Bernard-Aubert (Burd Trandbaree)
- 1978 : La Rabatteuse de Claude Bernard-Aubert (Burd Trandbaree)
- 1978 : Inonde mon ventre de  Jean Lefait et Maxime Debest (Maxi Micky)
- 1978 : Touchez pas au zizi de Patrice Rhomm
- 1978 : Je suis à prendre de Francis Leroi
- 1978 : Les Grandes Jouisseuses de Claude Bernard-Aubert (Burd Trandbaree)
- 1978 : Bouches expertes de Claude Pierson (Paul Martin)
- 1978 : Cuisses infernales de Claude Bernard-Aubert (Burd Trandbaree)
- 1978 : Chaude et perverse Emilia de Lazlo Renato
- 1978 : La Mouillette de Jean Luret (Sam Corey)
- 1978 : Excès pornographiques ou Perversion d'une jeune mariée de Claude Bernard-Aubert (Burd Trandbaree)
- 1978 : Festival érotique ou J'aime les grosses légumes d'Alain Deruelle
- 1978 : Ondées brûlantes de Bernard Lapeyre et Jacques Orth
- 1978 : Langues cochonnes de Claude Pierson (Paul Martin)
- 1978 : Tout pour jouir de Gérard Kikoïne
- 1978 : Prends-moi de force de Jean-Marie Pallardy
- 1978 : Blondes humides de Claude Pierson (Paul Martin)

#### Année 1979
- 1979 : L'Histoire des 3 petits cochons de Robert Perrin
- 1979 : Couple cherche esclaves sexuels de Jean-Claude Roy (Patrick Aubin)
- 1979 : Je brûle de partout de Jess Franco (Clifford Brown)
- 1979 : Estivantes pour homme seul de Robert Renzulli (Bob W. Sanders)
- 1979 : Anna cuisses entrouvertes de José Bénazéraf
- 1979 : Une femme spéciale de Jean-Marie Pallardy
- 1979 : Parties chaudes ou Les Délices de l'adultère de Claude Bernard-Aubert (Burd Trandbaree)
- 1979 : Auto-stoppeuses en chaleur de Claude Bernard-Aubert (Burd Trandbaree)
- 1979 : La Grande Mouille ou Parties de chasse en Sologne de Claude Bernard-Aubert (Burd Trandbaree)
- 1979 : Pénétrez-moi par le petit trou de Gérard Vernier
- 1979 : Cette malicieuse Martine ou Secrétaires sans culottes de Michael Goritschnig et Pablo Juan Torena
- 1979 : Enquêtes (ou Enquête 666) (ou Paris Telefon 666) / Enquêtes spéciales sur couples pervers / Call girls de luxe de Michael Goritschnig et Gérard Kikoïne
- 1979 : Six suédoises au collège (Sechs Schwedinnen im Pensionat) d'Erwin C. Dietrich (Michael Thomas) : Greta (érotique)
- 1979 : Photos scandales de Jean-Claude Roy (Patrick Aubin) : (érotique)

#### Année 1980
- 1980 : Secrets d'adolescentes de Gérard Loubeau et Roberto Girometti (Bob Ghisais)
- 1980 : Hurlements d'extase de José Bénazéraf
- 1980 : Le Retour des veuves de Claude Bernard-Aubert (Burd Trandbaree)
- 1980 : Le Journal érotique d'une Thailandaise de Jean-Marie Pallardy : Claudine
- 1980 : Les Petites garces de Gérard Loubeau (Julio Tejoli) : une partouzeuse
- 1980 : Maîtresse pour couple de Jean-Claude Roy (Patrick Aubin)
- 1980 : Les Soirées d'un couple voyeur ou Les Enfilées de Jean-Claude Roy (Patrick Aubin)
- 1980 : Pénétrations méditerranéennes de Jean-Marie Pallardy : Brigitte
- 1980 : Les Petites Écolières de Claude Mulot (Frédéric Lansac)
- 1980 : Les Bourgeoises de l'amour (Die Nichten der Frau Oberst) d'Erwin C. Dietrich (Michael Thomas) : Julia (érotique)
- 1980 : Le Corps et le Fouet (Gefangene Frauen) d'Erwin C. Dietrich (Michael Thomas) : Rita (érotique)
- 1980 : Filles sans voile (Sechs Schwedinnen von der Tankstelle) d'Erwin C. Dietrich (Michael Thomas) : Greta (érotique)

#### Année 1981
- 1981 : Body-body à Bangkok de Jean-Marie Pallardy
- 1981 : Les Deux gamines d'Alain Nauroy et Claude Pierson (Carolyn Joyce)
- 1981 : Parties très spéciales de Gérard Kikoïne
- 1981 : Enquêtes ou Call Girls de Luxe de Gérard Kikoïne
- 1981 : Innocence impudique de Jean-Claude Roy (Patrick Aubin) (images d'archives)

#### Année 1982
- 1982 : Hot action de Gérard Kikoïne
- 1982 : Professione p... attrice de Roberto Girometti (images d'archives)
- 1982 : De bouche à bouche de Jean Luret (documentaire, images d'archives)
- 1982 : Julchen und Jettchen, die verliebten Apothekerstöchter d'Erwin C. Dietrich (Michael Thomas) : Jenny (érotique)
- 1982 : Paul Raymond's Erotica de Brian Smedley-Aston : Brigitte (érotique)
- 1982 : Electric Blue 5 : Fanny (érotique)

#### Année 1983-1987
- 1983 : Baisers exotiques de Jean Luret : Elizabeth (érotique)
- 1983 : Éducation anglaise de Jean-Claude Roy (érotique)
- 1984 : La France interdite de Gilles Delannoy, Jean-Pierre Garnier et Jean-Pierre Imbrohoris (documentaire, érotique)
- 1985 : Joy et Joan de Jacques Saurel : Joy (érotique)
- 1987 : Le Diable rose de Pierre B. Reinhard : Naska/Lolita (érotique)

### Vidéos
- 1987 : L'anthologie du plaisir d'Alain Payet (John, Love) (compilation)
- 1989 : Only The Best From Europe (compilation)
- 1995 : Electric Blue: Sex Model File #4 de Vic Marchant (softcore)

### Télévision
- 1981 : Antoine et Julie de Gabriel Axel : (comme Brigitte Simonin)
- 1982 : Les Brigades vertes de Gilles Grangier
- 1983 : Le Lavabo, mini-série de Patrick Bouchitey
- 1983 : Au théâtre ce soir : Je leur laisserai un mot de Roger Saltel, mise en scène Max Fournel, réalisation Pierre Sabbagh, Théâtre Marigny : l'opératrice
- 1987 : Cinéma 16, épisode Johnny Monroe : la prostituée
- 1989 : Le Triplé gagnant, épisode Le Dernier rendez-vous du président
- 2020 : Une dernière fois (téléfilm érotique) d'Olympe de G. : Salomé
- 2022 : Disparition inquiétante, épisode Sous pression : Valérie Müller

### Documentaire
- 1999 : Eurotika ! : Vampires and Virgins: The Films of Jean Rollin : elle-même

## Publications
- Zodiaque érotique, Paris, Ergo Presse, 1992 (ISBN 978-2-84098-016-2)
- Les sens de la vie, Paris, Éditions Michel Lafon, 1994 (ISBN 978-2-84098-016-2)
- Le sexe défendu, Paris, Éditions Michel Lafon, 1997 (ISBN 978-2-84098-169-5)
- Moi, la scandaleuse, Paris, Éditions Filipacchi, 1997 (réimpr. 1992, J'ai Lu 2362, 1988, 1989) (ISBN 978-2-84098-169-5)
- Parlez-moi d'amour, Paris, Éditions Marabout, 2004, 290 p. (ISBN 978-2-501-03930-7)
- Patrice Gourrier, Parlez-nous d'amour, Paris, Flammarion, 2007
- Hommes, je vous aime, Paris, Éditions Anne Carrière, 2009, 184 p. (ISBN 978-2-84337-514-9)
- Kamasutra, Paris, avec Frédéric Ploton, Éditions de la Martinière, 2011, 115 p. (ISBN 978-2-7324-4503-8)
- Réponses aux cent questions les plus posées sur l'amour, Paris, France-Empire, 2011, 216 p. (ISBN 978-2-7048-1102-1)
- Le Bûcher des sexes, Paris, Albin Michel, 2018, 168 p. (ISBN 978-2-226-39609-9)

## Distinction
- 2014 : XRCO Hall of Fame[18]